# Агреже
Агреже́ (від фр. agrege — прийнятий у товариство) — вчений ступінь на право викладання в середньому навчальному закладі (ліцеї), а також в університетах на природничо-наукових, гуманітарних факультетах. Уперше ступінь запроваджений у 1808 році у Франції.

## Дисципліни
- Q2827292: агреже з філософії
- Q2827284: агреже з географії
- Q2827281: агреже з граматики
- Q2827277: агреже з історії
- Q2827280: агреже з права
- Q2827275: агреже з історії і географії
- Q2827286: агреже з літератури
- Q2827287: агреже з сучасної літератури
- Q2827288: агреже з класичної літератури